# 福特岩
福特岩（英語：Ford Rock）是南極洲的岩石，位於羅斯島的哈特角半島，處於科恩山東北2公里，以新西蘭探險隊的測量員命名，現時由南極條約體系管理。
77°46′S 166°54′E / 77.767°S 166.900°E